# Сільвен ван де Веєр
Жан-Сільвен ван де Веєр (19 січня 1802 , Левен, Dyled  — 23 травня 1874 , Лондон )(фр. Sylvain Van de Weyer) — бельгійський політичний діяч, сьомий прем'єр-міністр країни, посол Бельгії у Великій Британії.
Ван де Веєр народився в Левені; його родина переїхала до Амстердама 1811 року. Після завершення навчання в університеті він став адвокатом у Брюсселі 1823 року.

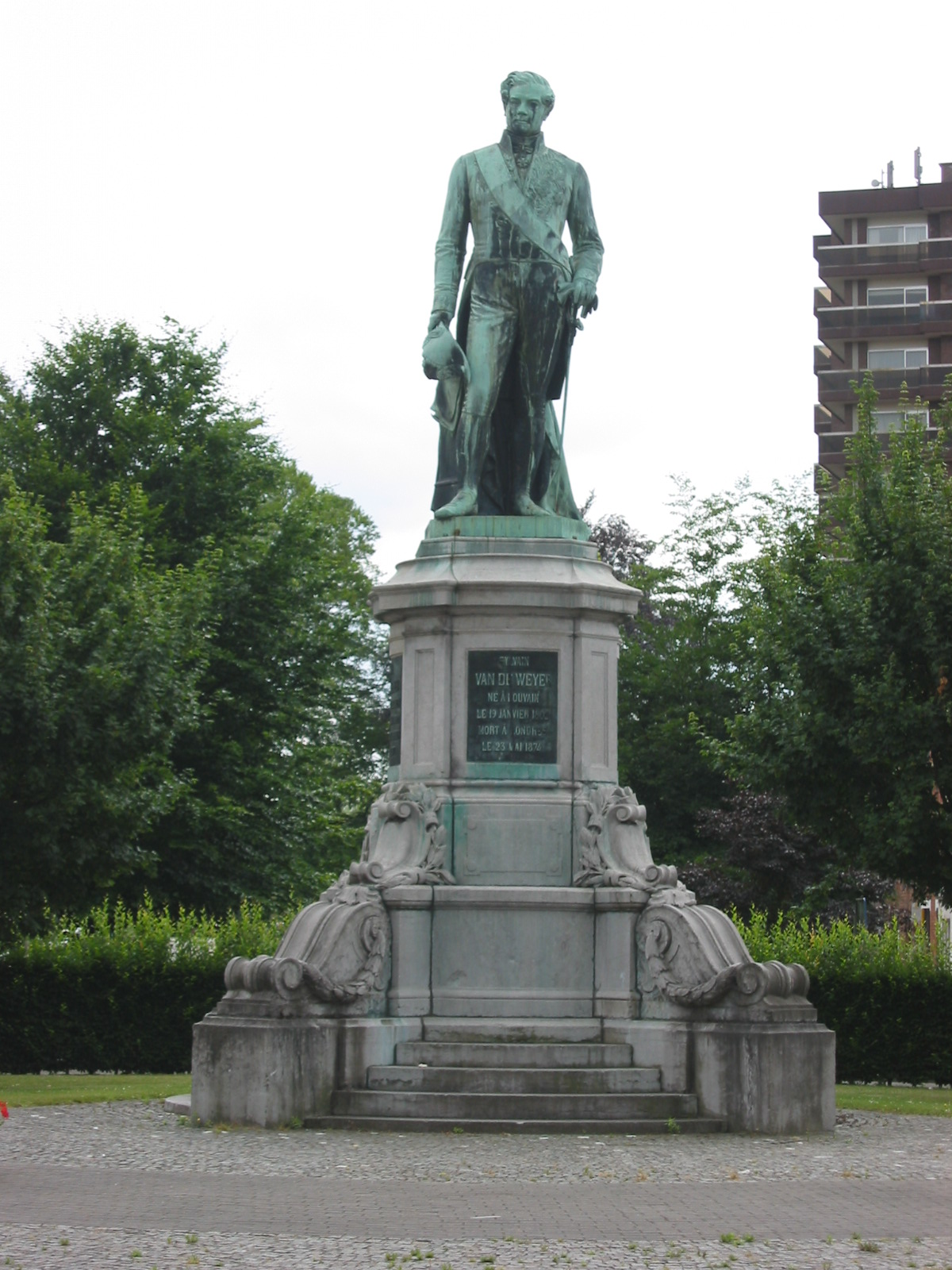
Пам'ятник Сільвену ван де Веєру в рідному місті, зведений на кошти громади

Під час бельгійської революції 1830 року ван де Веєр перебував у Лювені, але поїхав до Брюсселя, де став членом центрального комітету тимчасового уряду країни. Пізніше король Леопольд I призначив ван де Веєра своїм «спеціальним представником» у Лондоні.
Згодом ван де Веєр став восьмим прем'єр-міністром Бельгії.
З 1848 до самої своєї смерті 1874 року він обіймав посаду віце-президента Лондонської бібліотеки.